# Jake Auchincloss

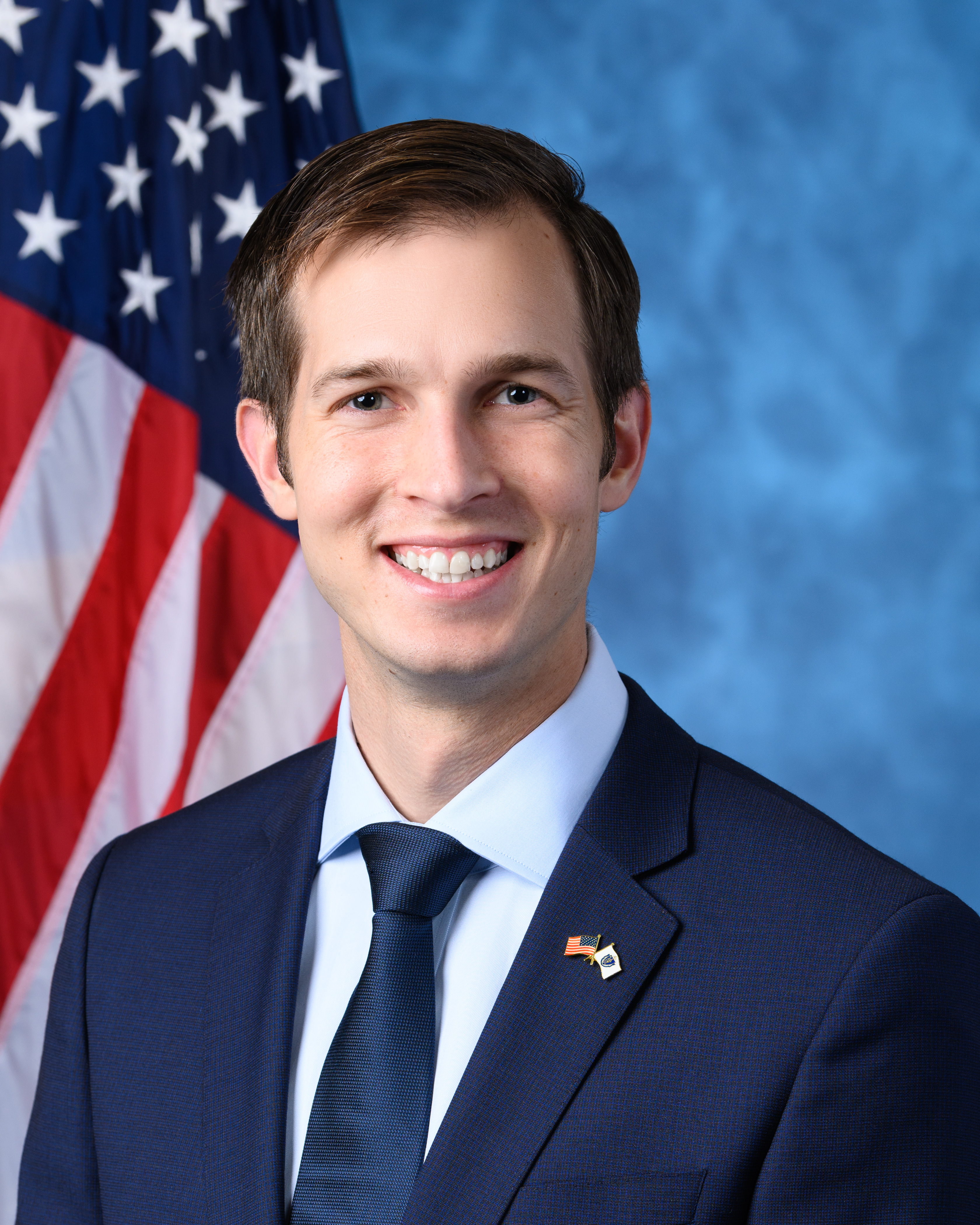
Offizielles Porträt von Jake Auchincloss 2021

Jacob Daniel „Jake“ Auchincloss (* 29. Januar 1988 in Boston, Suffolk County, Massachusetts) ist ein US-amerikanischer Politiker der Demokratischen Partei. Seit Januar 2021 vertritt er den vierten Distrikt des Bundesstaats Massachusetts im Repräsentant.

## Familie, Ausbildung und Beruf
Seine Eltern sind die Mediziner Laurie H. Glimcher und Hugh Auchincloss. Auchincloss besuchte bis 2006 die Newton North High School Newton (Massachusetts). Danach erwarb er 2010 einen Bachelor of Arts der Harvard University. Nach dem Studium diente er von 2010 bis 2015 im Militar beim US Marine Corps. Sein Dienst umfasste Einsätze als Kommandeur von Infanterie in Afghanistan und Panama. Er ist Mitglied der United States Marine Corps Reserve und bekleidet aktuell den Rang eines Major. Nach seinem Militärdienst erwarb im Jahr 2016 einen Master of Business Administration am Massachusetts Institute of Technology. Im Anschluss arbeitete für eine Versicherungsgesellschaft und im Bereich Computersicherheit.
Auchincloss ist verheiratet und hat zwei Kinder. Er lebt gemeinsam mit seiner Frau Michelle und den Kindern in Newtonville (Massachusetts).

## Politische Laufbahn
Auchincloss war von 2015 bis 2020 Mitglied des Stadtrats (City Council) von Newton (Massachusetts).
In der Vorwahl zur Wahl 2020 am 1. September setzte er sich mit 22,4 % und nur 1,4 % Vorsprung gegen acht weitere Bewerber durch. Die allgemeine Wahl am 3. November gewann er mit 60,6 % gegen die Republikanerin Julie Hall.
Die Primary (Vorwahl) seiner Partei für die Wahlen 2022 am 6. September konnte er mit über 99 % klar gewinnen. Er trat am 8. November 2022 gegen David Cannata von der Republikanischen Partei an. Er konnte die Wahl mit 96,9 % der Stimmen deutlich für sich entscheiden und war dadurch auch im Repräsentantenhaus des 118. Kongresses vertreten sein. Wie die anderen Abgeordneten der Demokraten in Massachusetts hatte auch Jake Auchincloss in der Vorwahl zur Wahl zum Repräsentantenhaus 2024 keinen Herausforderer. Auch in der Hauptwahl im November gab es keinen Gegenkandidaten.
Seine aktuelle Legislaturperiode im Repräsentantenhaus des 119. Kongresses läuft noch bis zum 3. Januar 2027.

### Ausschüsse
Auchincloss ist aktuell Mitglied in folgenden Ausschüssen des Repräsentantenhauses:
- Committee on Financial Services
  - Diversity and Inclusion
  - National Security, International Development, and Monetary Policy
- Committee on Transportation and Infrastructure
  - Coast Guard and Maritime Transportation
  - Highways and Transit
  - Railroads, Pipelines, and Hazardous Materials

Außerdem ist er Mitglied in 29 Caucuses.